# Oyo (stad)
Oyo is een historische stad in Nigeria met officieel 736.072 inwoners (2005), gelegen in de gelijknamige staat Oyo. De stad wordt met name bewoond door de Yoruba's.
Nadat de stad Katunga (ook Oud Oyo) in de jaren 1830 was ingenomen en verwoest door Fulbe, zetelde de wereldlijke leider van de Yoruba's (de Alaafin) in Oyo. Oyo ging een verbond aan met Lagos in de burgeroorlog die in het midden van de 19e eeuw woedde tussen de Yoruba's.
Yoruba is een landbouwcentrum (katoen, tabak). Er wordt tropisch hout verhandeld en er is ook industrie.
De stad ligt op de snelweg naar het noorden vanuit Lagos.

## Religie
In de jaren 1860 werd er een anglicaanse missiepost geopend in Oyo. Hieruit vloeide de oprichting in 1897 van St. Andrew’s College, een gerenommeerde lerarenopleiding, voort.
Oyo is de zetel van een rooms-katholiek bisdom.